# 방어선
방어선 (defense line or fortification line)은 적의 대규모 공격을 방어하기 위해 선형으로 설치한 인위적인 방어 시설 혹은 방어에 유리한 천연적인 지리 지형을 이용한 병력 배치 등을 의미한다.

## 유명한 방어선
- 마지노 선
- 낙동강 방어선